# Афродита Сосандра
Афродита Сосандра (др.-греч. Ἀφροδίτη Σωσάνδρα) — известная по письменным источникам статуя древнегреческой богини любви Афродиты. Работа скульптора строгого стиля Каламида, выполненная, по сведениям Лукиана и Павсания по заказу знатного афинянина Каллия.
Современные ученые, основываясь на описании Лукиана (см. ниже) соотносят эту знаменитую в свое время статую со скульптурой, изображающей женщину, закутанную в покрывало (пеплос и гиматий), известную в более чем 20 повторениях (что говорит о славе произведения). Датируется на основании стиля около 460 года до н. э. Данная скульптура, хотя эта атрибуция не подветрждена окончательно, теперь традиционно называется «Афродита Сосандра», другие названия этой статуи, дошедшей в репликах и фрагментах — «Аспасия Сосандра», «Европа», «Богиня Амелунга». В Новое время она ошибочно считалась портретом Аспасии, возлюбленной Перикла, и римских матрон.

## Эпитет
Эпитет «Сосандра» (Спасительница людей, мужей, воинов) применяли ко многим изображениям Афины, Артемиды и Афродиты. Известен и противоположный эпитет, чаще применяемый к изображениям именно Афродиты: «Андрофонос» (др.-греч. Ἀφροδίτη ανδροθονος — «Афродита, убивающая мужей»).

## Повторения

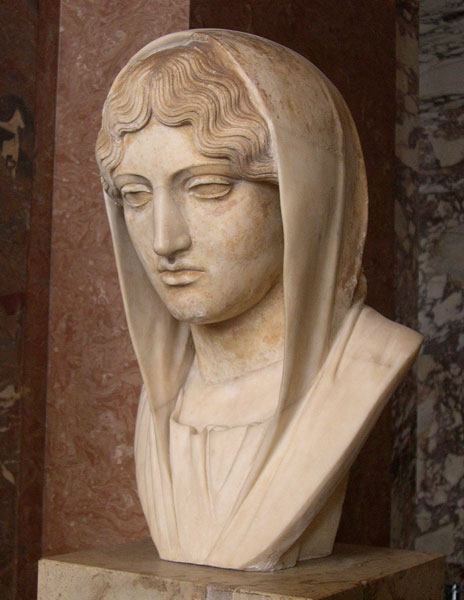
Голова Афродиты Сосандры-Анабеблемены. Римское повторение II в. н. э. древнегреческого бронзового оригинала статуи Каламида (ок. 460 года до н. э.). Париж, Лувр

Греческий бронзовый оригинал не сохранился, но известно двадцать пять позднейших повторений в мраморе, большинство фрагментарных. С их помощью статуя была реконструирована соединением фрагментов головы и тела — это сделал Вальтер Амелунг, благодаря которому она получила прозвание «Богиня Амелунга».
В 1953 году в заливе близ Бай наконец была найдена практически целая реплика (II в. н. э., в Национальном археологическом музее в Неаполе), подтвердившая реконструкция. Однако у этого экземпляра нет улыбки, упомянутой Лукианом.
Другая важная реплика хранится в Пергамском музее в Берлине. Два фрагмента (торс и голова) в парижском Лувре, фрагмент в музее Палатина в Риме.
Схожие с ними — чаще фрагменты — го́ловы с характерной «блуждающей улыбкой» (определение Луиджи Ланци) многие годы считали изображениями римских матрон, а также Аспасии — возлюбленной Перикла.